# Ar-Rādī

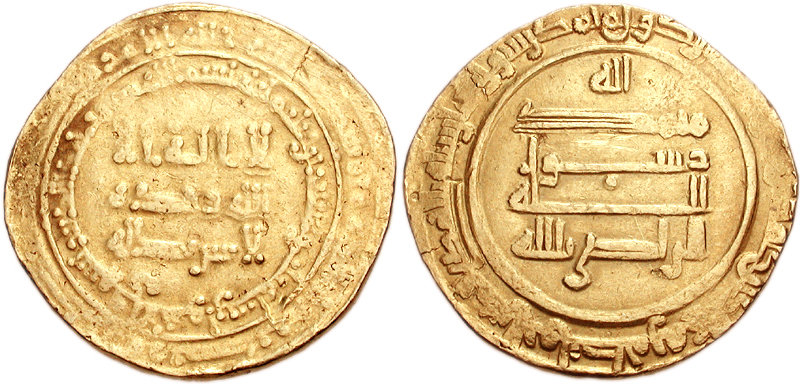
Dinar ar-Radis aus Sūq al-Ahwāz.

Abū l-ʿAbbās Ahmad (od. Muhammad) ibn al-Muqtadir (arabisch أبو العباس أحمد بن المقتدر, DMG Abū l-ʿAbbās Aḥmad (Muḥammad) ibn al-Muqtadir; * Dezember 909; † 13. Dezember 940 in Medina), mit dem Thronnamen ar-Rādī bi-llāh (arabisch الراضي بالله, DMG ar-Rāḍī bi-llāh ‚der sich mit Gott Zufriedengebende‘) war der zwanzigste Kalif der Abbasiden (934–940). Er war der Sohn des Kalifen al-Muqtadir und der Sklavin Zalūm.

## Leben
Ahmad trat im April 934 als ar-Rādī bi-llāh die Nachfolge des Kalifen al-Qahir an. Er gilt als letzter Kalif der mittleren Abbasidenzeit, der zunächst noch einigen Einfluss auf die Regierung ausübte. Dennoch dauerten die Machtkämpfe um Ämter und Pfründen am Kalifenhof in Bagdad weiter an. Die unsichere Situation wurde von vielen Statthaltern dazu genutzt, die Tribute an den Kalifen zu verweigern und ihre Unabhängigkeit zu erringen. Er ernannte Ibn Muqla zu seinem Wesir.
Die zunehmende Schwäche des Kalifats wurde auch deutlich, als eine Unterwerfung der Hamdaniden von Mosul 935 scheiterte. Im gleichen Jahr musste auch Muhammad ibn Tughdsch als Statthalter von Ägypten anerkannt werden (siehe: Ichschididen).
Nachdem 936 die Unruhen unter der Bevölkerung von Bagdad sowie Truppenmeutereien zunahmen, übertrug ar-Rādī dem General Ibn Rāʾiq die höchste zivile und militärische Gewalt. Zwar gelang jenem zunächst die Befriedung des Landes, doch hatte ar-Rādī damit die letzten Machtmittel der Abbasiden aus der Hand gegeben. Auch konnten Kämpfe um die Kalifenwürde nicht unterbunden werden, da Ibn Rāʾiq als Oberemir bald von anderen Konkurrenten gestürzt wurde.
Auf religiöser Ebene war das Kalifat ar-Rādīs von einer starken Polarisierung geprägt. Auf der einen Seite traten schiitische Häretiker auf wie Muhammad ibn ʿAlī asch-Schalmaghānī mit dem Beinamen Ibn Abī l-ʿAzāqir, der für sich die Göttlichkeit beanspruchte und auch unter den höfischen Beamten Anhänger hatte. Führer und bekannte Anhänger dieser Bewegung wie zum Beispiel der Literat Ibn Abī ʿAun wurden in den Jahren 933 bis 934 hingerichtet. Auf der anderen Seite machten sich fanatische Hanbaliten bemerkbar. Sie drangen in Privathäuser ein, um Musikinstrumente zu zerstören, plünderten Geschäfte, in denen Wein verkauft wurde, und belästigten Passanten, denen sie unsittliches Verhalten vorwarfen. Gleichfalls wurde während ar-Rādīs Kalifat ein Gerichtsverfahren gegen den angesehenen Koranlehrer Ibn Schanabūdh durchgeführt, weil er beim öffentlichen Gebet auf Lesarten des Korans zurückgegriffen hatte, die nicht auf dem uthmanischen Korantext behruhten. Er wurde 935 vor einem Sondergericht unter Vorsitz des Wesirs Ibn Muqla zur Buße aufgefordert und, als er diese verweigerte, verprügelt. Derjenige, der ihn angezeigt hatte, war sein alter Gegner, der angesehene Koranlehrer Ibn al-Mudschāhid.
Ar-Rādī bi-llāh starb am 13. Dezember 940 an Wassersucht. Am Ende seiner Regierungszeit kontrollierte er nur noch Bagdad und die nähere Umgebung. Wie bedeutungslos das Kalifenamt geworden war, wird daran erkennbar, dass erst fünf Tage nach dem Tod ar-Rādīs (940) mit dessen Bruder al-Muttaqi (940–944) ein neuer Kalif eingesetzt wurde und der herrschende Regent dazu nur einen Stellvertreter entsandte.